# Шахта «Карбоніт»
ДВАТ Шахта «Карбоніт» — вуглевидобувне підприємство розташоване у місті Золоте Первомайської міськради Луганської області. Входить до ДХК «Первомайськвугілля».
Стала до ладу у 1947 р. з виробничою потужністю 700 тис. т/рік.
Шахтне поле розкрите трьома вертикальними стволами, пройденими до гор. 665 м і центральними квершлаґами.
Шахта надкатегорійна за метаном, небезпечна за вибуховістю вугільного пилу і суфлярними виділеннями метану. Відпрацьовує пласти m3, lн
8, l3, l2, l1, k8 з кутами падіння 20-25о.
У 2003 р. видобуто 107 тис.т. вугілля.
Адреса: 93295, Луганська обл., Попаснянський район, м. Золоте-1, вул. Луначарського, буд. 1.